# Calamagrostis ×acutiflora
Espèce
Calamagrostis ×acutiflora (synonyme : Calamagrostis acutiflora) est une espèce de plantes monocotylédones de la famille des Poaceae, sous-famille des Pooideae, originaire d'Eurasie.
Il s'agit d'un hybride résultant d'un croisement naturel entre deux espèces d'Europe et d'Asie, Calamagrostis arundinacea et Calamagrostis epigejos.
Ce sont des plantes herbacées vivaces dont de nombreuses variétés sont cultivées comme plantes d'ornement, notamment le cultivar 'Karl Foerster'.

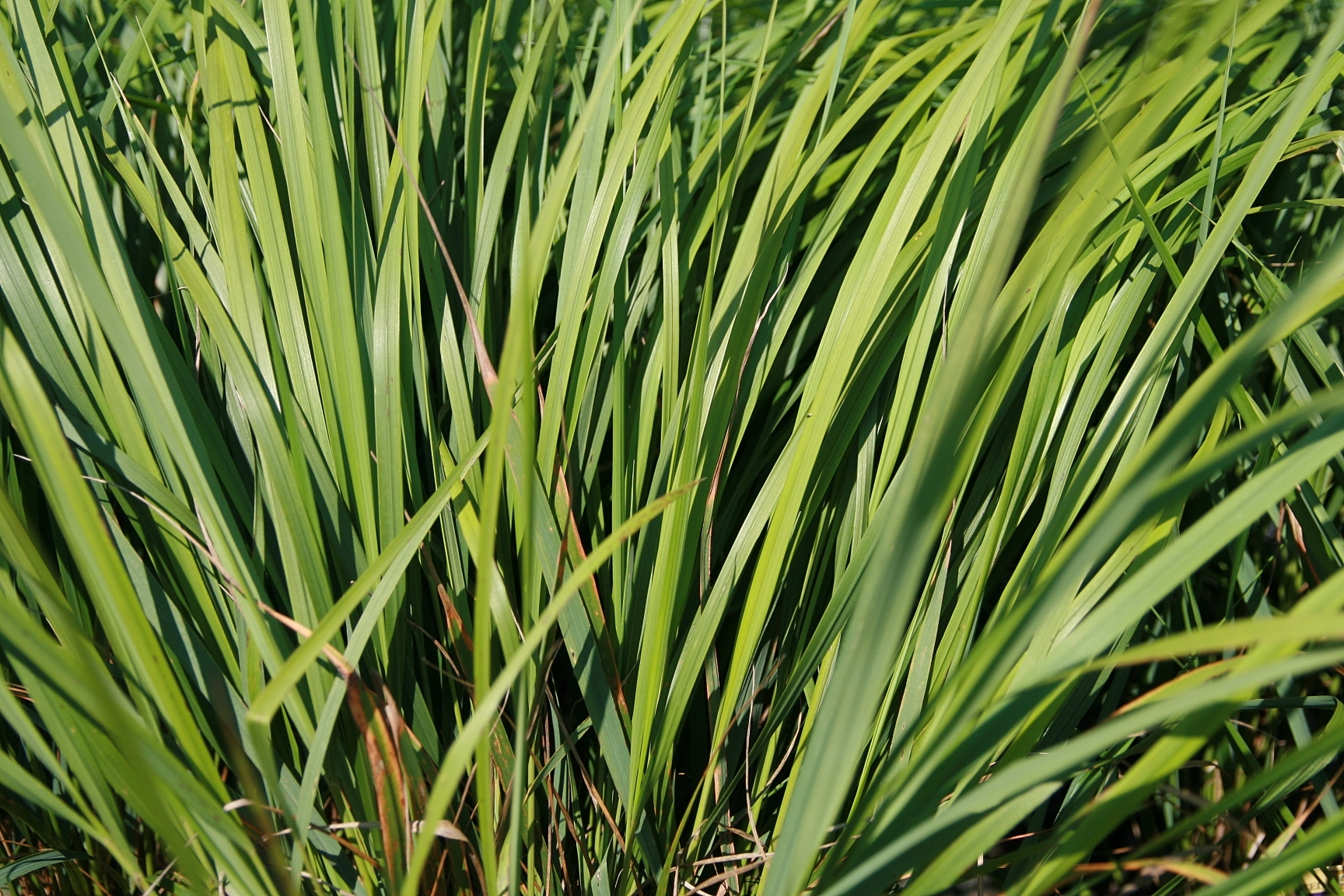
Cultivar 'Karl Foerster', feuillage.